# Acronicta luteola
Acronicta luteola är en fjärilsart som beskrevs av George Francis Hampson 1918. Acronicta luteola ingår i släktet Acronicta och familjen nattflyn. Inga underarter finns listade i Catalogue of Life.